# Job interview: estás contratado
Job interview: estás contratado fue un programa de televisión emitido en Cuatro entre el 13 de mayo y el 29 de julio de 2020. El espacio, narrado por Pablo Chiapella, muestra a varias personas que se presentan a una entrevista de trabajo.

## Formato
Job interview: estás contratado es un formato en el que varias personas se enfrentan a la fase final de una entrevista de trabajo siendo grabadas por las cámaras. De este modo, es posible observar los estados que deben atravesar los candidatos, desde los nervios hasta la felicidad de conseguir el empleo.

## Episodios y audiencias

### Temporada 1: 2020
| N.º | Fecha de emisión    | Empresarios / empresas        | Audiencia      | Ref    |       |
| --- | ------------------- | ----------------------------- | -------------- | ------ | ----- |
| 1   | 13 de mayo de 2020  | Sergi Arola y Aixam           | 903 000 (5,6%) | [ 4 ]  |       |
| 2   | 20 de mayo de 2020  | Carmen Navarro y Egogames     | 811 000 (5,4%) | [ 5 ]  |       |
| 3   | 27 de mayo de 2020  | Socibus y Hilton              | 628 000 (4,3%) | [ 6 ]  |       |
| 4   | 3 de junio de 2020  | Viva Las Vegas y Gil Stauffer | 447 000 (3,2%) | [ 7 ]  | [ 8 ] |
| 5   | 8 de julio de 2020  | Petuluku y Teresa Sapey       | 153 000 (3,3%) | [ 9 ]  |       |
| 6   | 15 de julio de 2020 | Carla Barber y Electrolux     | 196 000 (4,2%) | [ 10 ] |       |
| 7   | 22 de julio de 2020 | Avis y Santería Milagrosa     | 172 000 (3,9%) | [ 11 ] |       |
| 8   | 29 de julio de 2020 | Ambiseint y Sotheby's         | 178 000 (4,1%) | [ 12 ] |       |

## Audiencia media
| Temporada                       | Fecha | Cadena | Espectadores | Cuota de pantalla |
| ------------------------------- | ----- | ------ | ------------ | ----------------- |
| Job interview: estás contratado | 2020  | Cuatro | 436 000      | 4,2%              |